# 林子 (雲林縣)
林子，原寫為林仔，是台灣雲林縣斗南鎮的一個傳統地域名稱，位於該鎮西部偏南。相較於今日行政區，其範圍大致包括林子里、靖興里不含南部邊界地帶、新南里西南部。

## 歷史
台灣清治末期至日治初期，林子地區為一街庄，稱為「林仔庄」，隸屬於他里霧堡。該庄北與舊社庄為鄰，東北與阿丹庄為鄰，東與南勢庄為鄰，南邊為石龜溪庄，西邊為茄苳腳庄。
1901年（日治明治三十四年）11月，全台廢縣廳改設二十廳，該庄隸屬於斗六廳。1903年（明治三十六年）6月，該庄編入「他里霧區」，隸屬於斗六廳。1909年（明治四十二年）10月，合併二十廳為十二廳，他里霧區改隸屬於嘉義廳。1920年（大正九年），全台地方制度大改正，廢十二廳改設五州二廳，該庄改制並改名為「林子」大字，隸屬於臺南州斗六郡斗南庄。1940年，斗南庄升格為斗南街。
戰後斗南街改制為斗南鎮，隸屬於臺南縣，大字亦改制為里。1950年10月，雲、嘉、南分治，斗南鎮改隸屬雲林縣。

## 聚落
本地區發展較早的聚落為林仔、連芳，在日治期初期的官方地圖上已有記載。

## 交通
台鐵縱貫線是台灣西部南北鐵路幹線，大致以北北東—南南西走向經過林子地區西部近邊界地帶。北側最近的車站是斗南車站，屬二等站，停靠部分自強號及全部的莒光號及區間車；南側最近的是石龜車站，屬招呼站，僅停靠區間車。由此等可前往台鐵沿線各站。
國道1號又稱「中山高速公路」，是貫穿台灣西部的兩條縱向高速公路之一，大致以東北微北—西南微南走向經過本地區西部邊界外不遠處，並與省道台78線（東西向快速公路－台西古坑線）交會於本地區西北西方的雲林系統交流道。北側最近的一般交流道是縣道158號交會處的斗南交流道；南側最近的是縣道162號交會處的大林交流道。由此等可快速前往國道1號沿線各地，或經由雲林系統交流道轉省道台78線快速前往雲林縣西部及東部。
省道台78線即「東西向快速公路－台西古坑線」，是雲林縣境內的東西向快速公路，大致以西北西—東南東走向繞大彎轉西南西—東北東走向經過本地區北部。境內西部邊界的省道台1線交會處設有斗南交流道。由此向西可前往虎尾南部、土庫、元長北部、東勢、台西等地；向東可前往古坑、高厝林子頭的東側端點（古坑端）並止於國道3號古坑系統交流道；亦可於雲林系統交流道轉接國道1號前往台灣西部南北各地。
省道台1線（延平路三段）又稱「縱貫公路」，是台北至屏東楓港的傳統平面幹道，大致以北北西—南南東走向經過本地區西部邊界。由該道路向北北東可前往斗南市區、虎尾東北部、莿桐西南部、西螺等地，向南微東轉西南微南可前往大林、溪口東部、民雄、嘉義等地。
縣道157號是斗南至嘉義縣布袋鎮過溝的道路，其東北側端點（起點）位於本地西部邊界北側的省道台1線路口。由此向西北西出境後轉西南經省道台78線（東西向快速公路－台西古坑線）高架橋下、國道1號高架橋下可前往大埤、溪口、新港、六腳、朴子、東石東南部、布袋北部的過溝等地。
鄉道雲184線（林子路、泰山路）是林仔至南勢的道路，其西側端點（起點）位於本地區西部邊界北側的省道台1線路口。由此向東南經道台78線（東西向快速公路－台西古坑線）高架橋下後，至林子聚落轉東微北，經鄉道雲185線路口轉東南微東，出境後經鄉道雲187線路口可前往南勢並止於鄉道雲189線路口。
鄉道雲185線（信義路）是斗南至石龜溪的道路，大致北微西—南微東走向由本地區北部邊界入境後，經省道台78線（東西向快速公路－台西古坑線）高架橋下、鄉道雲184線路口後，繞大彎轉南南西以至出境。由該道路向北微西轉北北西可前往舊社、斗南市區中部偏東南並止於縣道158甲線、158乙線共線陸橋（福德陸橋）下的忠孝路路口；向南南西經鄉道雲186線終點路口轉南南東可前往可前往石龜溪並止於鄉道雲188線路口。
鄉道雲187線（連芳路）是崙仔至湖仔的道路，大致以東北微北—西南微南走向轉北北東—南南西走向經過本地區東南部。由該道路向東北微北可前往南勢西北端、阿丹西部的崙仔聚落並止於其北郊的縣道158乙線路口（省道台78線高架橋下）；向南南西至鄉道雲188線路口轉西南西與其共線約50公尺後，轉南南西獨行再轉西南西再轉南南西經石龜溪聚落可前往其南部止於雲林、嘉義縣界。續行接嘉義縣鄉道嘉181線、嘉100線可前往北勢西北端、橋子頭中部、湖子並止於省道台1線路口。
鄉道雲188線是竹圍至南昌（溪底寮）的道路，大致以西北西—東南東走向經過本地區南部邊界東側一小段。由該道路向西北西經鄉道187線右側路口後轉西南西與其共線約50公尺，經鄉道187線左側路口轉西獨行可前往石龜溪地區西部邊界南側並止於省道台1線路口（大埤鄉茄苳腳地區竹圍聚落東郊）；向東南東可前往石龜溪與南勢交界地帶、南勢南部、麻園西部中洲仔聚落、崁腳地區東北部的溪底寮聚落並止於省道台3線路口。

## 學校
- 石龜國小（北半部）